# Heidi Tjugum
Heidi Marie Tjugum, född 5 september 1973 i Drammen, är en norsk tidigare handbollsmålvakt. 

## Karriär

### Klubblagsspel
Heidi Tjugum började att spela handboll som tioåring i Drammen-klubben Åssiden IF. I inledningen av sin elitkarriär spelade Tjugum för Glassverket IF till 1991, då hon gick till Bækkelagets SK. Hon spelade där till 1997. Efter inre stridigheter i Oslolaget, började hon spela för Viborg HK i Danmark i sex säsonger, 1997-2003. I Viborg HK vann hon EHF-cupen 1999 samt föra danska mästerskapsguld. Sommaren 2003 valde Viborgs tränare Ulrik Wilbek att sluta i klubben. Tjugum valde då samtidig att återvända hem till Norge, och skrev ett tvåårigt kontrakt med Nordstrand IF. Efter att hon bland annat vunnit det norske mästerskapet med Nordstrand IF 2005, avslutade Tjugum 2005 sin aktiva karriär för att bli tränare för Gjøvik/Vardals damehold. Tjugum var bara tränare i en säsong. 2007 valde hon att göra comeback som spelare då hon ställde upp för nyuppflyttade klubben Storhamar Håndball, och vann i deras första säsong brons i kampen om det norske mästerskapet. Hon spelade sin sista match på toppnivå i november 2008, och underrättade klubben några månader senare att hon var gravid. Under en kort period 2007 gästspelade hon i Tyskland och vann tyska cupen. Hon nedkom den 30 juli 2009 med dottern Vilde Marie.

### Landslagsspel
Tjugum debuterade i det norska landslaget mot Sydkorea 18 februari 1992 i Bodø. Hösten det året var hon med som tredjemålvakt då Norge tog silver efter finalförlust mot just Sydkorea under sommar OS i Barcelona. Hon fick inte plats i VM-truppen 1993, inte heller i EM-truppen 1994. Från 1996 började hon få en större roll i landslaget, och under EM 1996 i Danmark blev hon utsedd till bästa målvakt i  mästerskapet, som slutade med finalförlust mot värdlandet. Då Norge tog sin första internationella titel vid EM 1998 storspelade Tjugum i finalen mot Danmark. Matchen slutade 24-16 till Norge. Året efter gjorde hon en stabil insats då Norge vann VM på hemmaplan, men det var Cecilie Leganger som vaktade målet i finalen mot Frankrike. Tjugum utsågs till bästa målvakt under Sommar-OS 2000, i turneringen vann Norge brons. Hon var inte med i EM 2000 eller VM 2001, men var förstemålvakt då Norge  2002 på nytt förlorade en EM-final i Danmark mot värdlandet. Tjugum spelade sin 175:a och sista landskamp  2008 mot Spanien men mellan 2003 och 2008 spelade hon inga landskamper.